# Lepidothamnus
Lepidothamnus ist eine Pflanzengattung in der Familie der Steineibengewächse (Podocarpaceae). Das Areal stark disjunkt: von den nur drei Arten kommt eine Art nur im südlichen Südamerika und die anderen zwei Arten kommen nur in Neuseeland vor.

## Beschreibung

### Vegetative Merkmale
Lepidothamnus-Arten wachsen meist als Sträucher oder seltener als kleine Bäume. Die Laubblätter sind nicht nadelförmig, sondern sie haben in der Jugendphase lanzettliche Blätter, später schuppenförmige Blätter, die derb und lederartig sind.

### Generative Merkmale
Diese Arten sind zweihäusig (diözisch) oder einhäusig monözisch getrenntgeschlechtig. Die ungestielten, männlichen Zapfen sitzen einzeln an den Zweigen. Die weiblichen Zapfen sitzen einzeln an den Enden der Zweige, mit jeweils ein bis zwei fertilen Zapfenschuppen. An den dunklen Samen, die im zweiten Jahr reifen, befindet sich ein kleiner asymmetrischer Arillus.

## Systematik und Verbreitung
Die Gattung Lepidothamnus wurde 1860 durch Rudolph Amandus Philippi in Linnaea, Band 30, Seiten 730 aufgestellt. Der Gattungsname Lepidothamnus ist aus dem Altgriechischen abgeleitet und bedeutet Strauch mit Schuppen, dies bezieht sich auf Habitus und Belaubung. Typusart ist Lepidothamnus fonkii Phil. Die Arten waren früher in der damals polyphyletischen Gattung Dacrydium enthalten, bis David John de Laubenfels 1969 die Aufteilung in mehrere monophyletische Gattungen vornahm.
Die Gattung Lepidothamnus hat ein stark disjunktes Areal: eine Art ist endemisch im südlichen Chile (Feuerland) und die anderen zwei Arten sind heimisch in Neuseeland (Verbreitung genauer siehe Arten).
In der Gattung Lepidothamnus gibt es nur drei Arten:
- Lepidothamnus fonkii Phil. (Syn.: Dacrydium foncki (Phil.) Benth. & Hook. f.): Es sind Sträucher mit Wuchshöhen von bis zu 60 Zentimetern. Sie ist von Feuerland bis ins südlichen Chile in den Provinzen Aisén, Los Lagos sowie Magallanes und im südlichen Argentinien in den Provinzen Chubut, Neuquén sowie Rio Negro bis 40° südlicher Breite verbreitet. Sie gedeiht in Höhenlagen von 2 bis 20 Metern. Diese Art ist Bestandteil der Magellan'schen subpolaren Moor- und Buschvegetation.[1]
- Lepidothamnus intermedius (Kirk) Quinn. (Syn.: Dacrydium intermedium T.Kirk): Sie kommt in weiten Teilen von Neuseeland, sowohl auf der Süd- als auch auf der Nordinsel. Die kleinen Bäume erreichen Wuchshöhen von 15 Metern und Stammdurchmesser von 0,60 Metern. Das rötlich-gelbe Holz ist sehr hart und schwer entflammbar.[1]
- Zwergsteineibe (Lepidothamnus laxifolius (Hook. f.) Quinn., Dacrydium laxifolium Hook. f.): Dieser halbaufrecht wachsende Strauch ist einer der kleinsten bekannten Arten innerhalb der Pinophyta, er erreicht höchstens Wuchshöhen von 1 m, aber es wurden fruchtende Exemplare gefunden, die nur 7,6 cm hoch waren. Sie kommt in Neuseeland auf der Nord- sowie Südinsel und auf Stewart Island vor.[1]